# Eladio Carrión
Eladio Carrión (Kansas City, 14 de noviembre de 1994) es un rapero y compositor estadounidense. Se especializa en el trap latino, aunque también ha empleado otros estilos urbanos como el R&B latino, el reguetón y el dancehall.
Su carrera musical profesional comenzó con el productor Dbeats como influencer en Puerto Rico haciendo parodias imitando las voces de artistas de la escena urbana. Posterior a esto, incursionó como compositor. En 2017 colaboró en el sencillo «Me enamoré de una yal», junto a Ñengo Flow y Ele A el Dominio, siendo este su primer gran éxito como artista. Sin embargo, la canción que lo llevó al reconocimiento internacional fue «Mi cubana» con Cazzu, Khea y Ecko en 2018. En 2019 recibió su primer nominación en los Premios Juventud como Nueva generación urbana. Cantó en la Velada del año 3 creada por Ibai Llanos
En 2020 lanzó su álbum de estudio debut Sauce Boyz, el cual se posicionó en Top Latin Albums durante 10 semanas seguidas. Ese mismo año, recibió su primera nominación a los Premios Grammy Latinos por el sencillo «Kemba Walker» junto a Bad Bunny. En 2021, lanzó su segundo álbum Monarca, que estuvo nominado como mejor álbum de música urbana en los Grammy Latinos. Ese mismo año también colaboró en el sencillo «Eladio Carrión: BZRP Music Sessions, Vol. 40» junto a Bizarrap, que le valió una certificación de oro en España.
En 2022, hizo su primera gira musical, Sauce Boyz World Tour, donde recorrió países de América y Europa. Ese mismo año, lanzó su segundo mixtape, SEN2 KBRN, Vol. 2, el cual presentó en el Coliseo Agoney Calcines Brito de Humacao.

## Biografía
Eladio Carrión Morales nació el 14 de noviembre de 1994 en Kansas City, Kansas, en el seno de una familia puertorriqueña, debido a que su padre Josué Daniel Carrión Rodríguez era militar y estaba constantemente en movimiento. A los 11 años, se fue a vivir a Humacao, Puerto Rico. En su juventud, desarrolló habilidades para deportes como la natación, llegando a representar a Puerto Rico en los Juegos Centroamericanos y del Caribe 2010 y en los Juegos Panamericanos de Guadalajara en 2011, este último donde llegó a la fase preliminar de los 200 metros pecho logrando llegar en la octava posición.
Poco después del 2013, abandonó el deporte y comenzó su carrera artística como influencer a través de plataformas digitales como Vine e Instagram, en las cuales subía videos cómicos, los cuales le ayudaron a ganar seguidores.

## Carrera

### Inicios musicales
En 2015, lanzó su primer trabajo musical «2x2» en colaboración con Flowsito. Luego lanzó su segundo trabajo musical «No quiero más amigos nuevos» perteneciente a Rawenz, estos trabajos le permitieron darse a conocer en la industria langostera. En 2016 trabajó con Jon Z y el rapero argentino Neo Pistea en el sencillo «Súbelo» que llegó a tener popularidad en las discotecas y nuevamente con Rawenz en «Si te vas, vete».
En 2017, debutó oficialmente como cantante con el sencillo «Me enamoré de una Yal» junto a Ele A El Dominio y Ñengo Flow, bajo el sello discográfico Los de la Nazza, que llegó a ocupar los primeros puestos en SoundCloud y Spotify.

### 2018-2020: «Mi cubana» ySauce Boyz
En 2018, realizó colaboraciones en los sencillos «Dame una hora» con El Nene Amenazzy, «Mi cubana» —lanzado a través de Rimas Music & Mueva Records— que tuvo un éxito rotundo que lo llevó a obtener un remix con Cazzu, Khea y Ecko, y «Sigue bailándome» con Myke Towers, Darkiel, Brray y Yann C.
En 2019, nuevamente estuvo realizando colaboraciones con artistas como Rauw Alejandro en «Dice que no», Ñejo en «Periódico de ayer», Noriel en «Se moja», y su colaboración más importante fue junto al rapero español Maikel Delacalle en «Si tú me quisieras». En ese mismo año luego de realizar varias colaboraciones fue nominado a los Premios Juventud en la categoría de nueva generación urbana, siendo esta su primera nominación para un premio musical.
El 31 de enero de 2020, lanzó su álbum debut, Sauce Boyz, bajo la disquera Rimas Music que ocupó la posición #8 en Top Latin Albums de Billboard por 10 semanas consecutivas, luego le siguió un EP Sauce Boyz Care Package. En ese mismo año, fue nominado a los Premios Grammy Latinos en la categoría de mejor canción de rap/hip hop por su colaboración conjunta con Bad Bunny en el sencillo «Kemba Walker».

### 2021:MonarcaySauce Boyz II
El 7 de enero de 2021 lanzó su álbum Monarca que incluye colaboraciones de J Balvin, Yandel, Cazzu y Lunay, el álbum alcanzó los primeros puestos en las listas estadounidenses de Billboard como lo fueron la #11 en Top Latin Albums y #8 Latin Rhythm Albums. También fue nominado a los Premios Grammy Latinos en la categoría de Mejor Álbum de Música Urbana.
En abril, colaboró junto al productor Foreign Teck junto a Justin Quiles, Tory Lanez, Bryant Myers, en el sencillo «Conexión». El 9 de junio, colaboró con el productor argentino Bizarrap en el sencillo «Eladio Carrión: Bzrp Music Sessions, Vol. 40» que alcanzó es puesto 10 en la lista Argentina Hot 100 de Billboard y 162 al nivel global, además fue certificado oro por la PROMUSICAE de España.
El 6 de julio de ese mismo año, lanzó su primer mixtape titulado Sen2 Kbrn, este contó con sencillos como «5 Star», «Guerrero», «Sauce Boy Freestyle 4», entre los más populares. También se ubicó en puesto #20 en el Top Latin Albums. El 24 y 30 de noviembre, lanzó dos sencillos, «REDBULL» junto a Beny Jr, y «Jóvenes Millonarios» con Myke Towers respectivamente, dando paso a su tercer álbum Sauce Boyz II.
El 2 de diciembre de 2021, lanzó su tercer álbum de estudio, Sauce Boyz II, una secuela de Sauce Boyz, este contó con colaboraciones de artistas de nivel internacional como Arcángel, Bizarrap, Duki, Jay Wheeler, Jon Z, Karol G, Luar La L, Rels B, Sech, Myke Towers, Nicky Jam, Noriel y Ovi.

### 2022-2023:3MEN2 KBRN
Entre abril y mayo de 2022, Eladio, anunció tres fechas en el Coliseo de Puerto Rico José Miguel Agrelot, estadio donde se presentan los artistas más relevantes de Puerto Rico. Carrión brindo sus primeras presentaciones de la gira Sauce Boyz World Tour, los tres shows fueron en cuestión de "sold out". En los tres días contó con invitados como Luar La L, Karol G, Jon Z, Noriel, y YovngChimi.
El 3 de septiembre de 2022, continuó su gira haciendo una presentación en el estadio Luna Park de Argentina, en condición de sold out, en el show llevó de invitado a artistas argentinos como Duki, Nicki Nicole, Big Soto, Cazzu, Bhavi, y Seven Kayne. Posteriormente se presentó en países como Paraguay, Guatemala, México, y Chile.
En noviembre de 2022, anunció el lanzamiento de su segundo proyecto a nivel de mixtape, SEN2 KBRN vol 2. El álbum fue presentado en la noche del 17 de noviembre en el Coliseo Marcelo Trujillo de Humacao. El 18 de noviembre, fue publicado oficialmente con un total de 10 sencillos y ninguna colaboración, contiene un único video musical del sencillo «Mbappe», el cual fue grabado en Buenos Aires durante su gira.
El 17 de marzo de 2023 a las 12:00 (GMT-4) lanzó su cuarto álbum de estudio titulado 3MEN2 KBRN, proyecto que contó con 18 sencillos entre ellos colaboraciones con 50 Cent, Lil Wayne, Future, Bad Bunny, Myke Towers, Rich the Kid, Quavo, Lil Tjay, Ñengo Flow, Luar La L y Fivio Foreign. En todos los sencillos del álbum incluyó visualizers ambientados en un imaginario predio de golf llamado Sauce Boyz Country Club, en el que el artista está jugando al deporte y gana la copa del torneo, mientras es investigado por gente del gobierno federal de los Estados Unidos. La primera canción en debutar en el Billboard Hot 100 fue «Coco Chanel» junto a Bad Bunny que se ubicó en el puesto 87° global, mientras que el álbum general se ubicó en el top 3° de Top Latin Albums.
El 1 de julio de 2023 participó como artista invitado en La velada del año 3 en el estadio Metropolitano de Madrid, evento organizado por Ibai Llanos. El 16 de noviembre «Coco Chanel» resultó ganadora en la categoría de Mejor Canción de Rap/Hip Hop en la 24.ª entrega anual de los Premios Grammy Latinos celebrada en Sevilla (España).
El 11 de noviembre de 2023, Eladio llevó a cabo el último concierto del año en Miami, Estados Unidos. El concierto formó parte de su gira The Sauce USA Tour.

### 2024-actualidad:Sol MaríayDon KBRN
El 19 de enero de 2024, lanzó su quinto álbum de estudio titulado Sol María bajo la discográfica Rimas Entertainment, con un total de 17 canciones, que incluyen colaboraciones con Milo J, Yandel, Rauw Alejandro, Arcángel, De la Ghetto, Sech, Duki y Nach. El álbum debutó en el puesto 37 del Billboard 200 en Estados Unidos, vendiendo 18,000 unidades en la primera semana. También alcanzó los números 6 y 3 en las listas de Top Latin Albums y Latin Rhythm Albums de Estados Unidos, respectivamente. En Portugal debutó en el puesto 175 y en España llegó al número uno en la PROMUSICAE, siendo el tercer álbum número uno de Carrión en ese país.
En ese mismo año, Carrión recibió cuatro nominaciones a los Premios Lo Nuestro en las categorías de Colaboración Urbana y Canción del año por el sencillo «Nunca y pico», junto a Yandel y Maluma, Álbum del Año - Urbano por 3MEN2 KBRN, y también como Artista Masculino del Año.
El 1 de abril de 2025, Eladio Carrión organizó una fiesta en la discoteca Fitz, en Madrid, acompañado por artistas como Quevedo, Clarent, Omar Montes, Ibai Llanos y Dei V, donde reveló el tracklist de su álbum Don Kbrn. Ese mismo día estrenó «H.I.M», la primera canción publicada del proyecto. Don Kbrn fue lanzado oficialmente el 4 de abril de 2025, con una lista de 22 canciones que incluye colaboraciones con artistas como Neutro Shorty, Jessie Reyez, Peso Pluma, Lia Kali, Big Sean, Young Miko y Quevedo. Los sencillos más destacados del proyecto fueron «Vetements» junto a Myke Towers y «El Reggaetón del Disco» junto a Cris MJ. También anunció la gira mundial del disco, que comenzará el 27 de agosto en Charlotte, finalizará en el Movistar Arena de Buenos Aires y se reanudará el año siguiente en México.
En agosto, en medio de su gira, sorprendió sacando su segundo álbum recopilatorio, publicado en un sitio web llamado www.archivoseladio.com/, con una temática antigua basándose en las páginas de los años 2000-2010. En el sitio se encontraban detrás de escenas de grabaciones, conciertos y 14 sencillos con las colaboraciones de Yandel, Natti Natasha, Feid, Morad, Beny Jr, Yovngchimi, Danny Towers y Midnivght.

## Discografía

### Álbumes de estudio
- 2020: Sauce Boyz
- 2021: Monarca
- 2021: Sauce Boyz II
- 2023: 3MEN2 KBRN
- 2024: Sol María
- 2025: Don KBRN

### EPs
- 2024: Porque Puedo

### Mixtapes
- 2021: SEN2 KBRN vol 1.
- 2022: SEN2 KBRN vol 2.

### Álbumes recopilatorios
- 2020: Sauce Boyz Care Package
- 2025: Los Archivos

## Giras musicales
- Sauce Boyz World Tour (2022)
- The Sauce Latam Tour (2023)
- Sol María Tour (2024)
- Don KBRN Tour (2025)

## Premios y nominaciones
| Año  | Premio                        | Galardón                                 | Nominación | Resultado | Ref.          |
| ---- | ----------------------------- | ---------------------------------------- | --- | --------- | ------------- |
| 2019 | Premios Juventud              | Nueva generación urbana                  | El mismo | Nominado  | [ 8 ]         |
| 2020 | Premios Grammy Latinos        | Mejor Canción de Rap/Hip Hop             | «Kemba Walker» (con Bad Bunny) | Nominado  | [ 11 ] [ 12 ] |
| 2020 | Premios Tu Música Urbano      | Top Urbano Puerto Rico                   | El mismo | Nominado  | [ 52 ]        |
| 2020 | Premios Tu Música Urbano      | Remix del año New Generation             | «Mi error» (con Zion y Lennox, Wisin y Yandel, Lunay)                                                                               | Nominado  | [ 52 ]        |
| 2021 | Premios Grammy Latinos        | Mejor Álbum de Música Urbana             | Monarca | Nominado  | [ 14 ]        |
| 2022 | Premios Tu Música Urbano      | Top Canción Trap                         | «Conexión» (con Foreign Teck, Justin Quiles, Jay Wheeler, Bryant Myers y Tory Lanez)                                                | Nominado  | [ 53 ]        |
| 2022 | Premios Tu Música Urbano      | Top Canción Trap                         | «No Te deseo el Mal» (con Karol G)                                                                                                  | Ganador   | [ 53 ]        |
| 2022 | Premios Juventud              | Artista Masculino - On The Rise          | El mismo | Nominado  | [ 54 ] [ 55 ] |
| 2022 | Premios Heat Latin Music      | Mejor Artista Urbano                     | El mismo | Nominado  | [ 56 ]        |
| 2022 | Premios Heat Latin Music      | Mejor Colaboración                       | «No Te deseo el Mal» (ft. Karol G)                                                                                                  | Nominado  | [ 56 ]        |
| 2023 | Premios Lo Nuestro            | Álbum del Año - Urban                    | Sauce Boyz II | Nominado  | [ 57 ] [ 58 ] |
| 2023 | Premios Juventud              | Artista Masculino - On The Rise          | El mismo | Ganador   | [ 59 ]        |
| 2023 | Premios Juventud              | Colaboración OMG                         | «Si salimos» (ft. 50 Cent) | Nominado  | [ 59 ]        |
| 2023 | Premios Juventud              | Mejor Mezcla Urbana                      | «Nunca y pico» (ft. Maluma y Yandel)                                                                                                | Nominado  | [ 59 ]        |
| 2023 | Premios Juventud              | Mejor Álbum Urbano Masculino             | 3MEN2 KBRN | Nominado  | [ 59 ]        |
| 2023 | Premios Juventud              | Mejor Canción Trap                       | «Coco Chanel» (ft. Bad Bunny) | Ganador   | [ 59 ]        |
| 2023 | Premios Tu Música Urbano      | Top Rising Star — masculino              | El mismo | Ganador   | [ 60 ]        |
| 2023 | Premios Tu Música Urbano      | Top artista — trap                       | El mismo | Nominado  | [ 60 ]        |
| 2023 | Premios Tu Música Urbano      | Top canción — trap                       | «Mbappé» | Nominado  | [ 60 ]        |
| 2023 | Premios MTV MIAW              | Artista + Flow                           | El mismo | Nominado  | [ 61 ] [ 62 ] |
| 2023 | Premio Billboard de la Música | Album Latin Rhythm del Año               | 3MEN2 KBRN | Nominado  | [ 63 ]        |
| 2023 | MTV Europe Music Award        | Mejor Artista Latinoamericano del Caribe | El mismo | Nominado  | [ 64 ] [ 65 ] |
| 2023 | Premios Grammy Latinos        | Mejor Álbum de Música Urbana             | 3MEN2 KBRN | Nominado  | [ 40 ]        |
| 2023 | Premios Grammy Latinos        | Mejor Canción de Rap/Hip Hop             | «Coco Chanel» (ft. Bad Bunny) | Ganador   | [ 40 ]        |
| 2024 | Premios Lo Nuestro            | Colaboración Urban                       | «Nunca y pico» (ft. Yandel y Maluma)                                                                                                | Nominado  | [ 45 ] [ 46 ] |
| 2024 | Premios Lo Nuestro            | Canción del Año                          | «Nunca y pico» (ft. Yandel y Maluma)                                                                                                | Nominado  | [ 45 ] [ 46 ] |
| 2024 | Premios Lo Nuestro            | Album del Año - Urban                    | 3MEN2 KBRN | Nominado  | [ 45 ] [ 46 ] |
| 2024 | Premios Lo Nuestro            | Artista Masculino del Año - Urban        | El mismo | Nominado  | [ 45 ] [ 46 ] |
| 2025 | Premios Lo Nuestro            | Artista masculino del año - urbano       | El mismo | Nominado  | [ 66 ]        |
| 2025 | Premios Lo Nuestro            | Mejor canción trap/hip hop – urbano      | «Si, si, si, si» (junto a The Academy: Segunda Misión, Justin Quiles, Sech, Lenny Tavárez, Dalex, Dímelo flow, Bryant Myers & Dei V | Nominados | [ 66 ]        |
| 2025 | Premios Lo Nuestro            | Álbum del año - urbano                   | «Porque Puedo» | Nominado  | [ 66 ]        |

### Redes sociales
- Eladio Carrión en TikTok
- Eladio Carrión en Facebook
- Eladio Carrión en Instagram
- Eladio Carrión en Spotify
- Eladio Carrión en X (antes Twitter)

- Datos: Q109953383
- Multimedia: Eladio Carrión / Q109953383